# マティアス・エトリッヒ

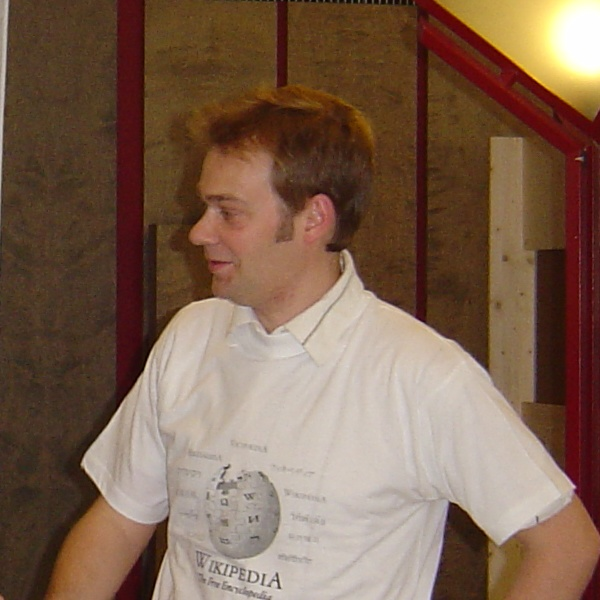
2005年5月23日の LinuxTag におけるマティアス・エトリッヒ

マティアス・エトリッヒ（Matthias Ettrich、1972年6月14日- ）は南ドイツ・ビーティッヒハイム・ビッシンゲン出身のコンピュータ科学者であり、KDE や LyX プロジェクトへの貢献で知られている。

## 経歴
エトリッヒはテュービンゲン大学の Wilhelm Schickard Institute for Computer Science でコンピュータ科学の理学修士号のために学んだ。
エトリッヒは現在ドイツのベルリンに住んでいる。Qt グラフィカルウィジェット・ツールキットと開発チームの責任を負ってトロールテックでソフトウェア開発の責任者として働いている。

## フリーソフトウェアプロジェクト
エトリッヒは、元々大学の学期プロジェクトとして考えられた LyX プロジェクトを1995年に設立し推進した。LyX は LaTeX のグラフィカルフロントエンドである。
LyX の主な対象プラットフォームは Linux だったので、エトリッヒはグラフィカルユーザインタフェースを改善する異なる方法を探求しはじめ、それが結局 KDE プロジェクトに至ることになった。エトリッヒは1996年に KDE を設立し、そのときウィジェットツールキットとして Qt を使った Unix系システム向けの「一貫性のある、見栄えの良いフリーなデスクトップ環境」を Usenet 上で提案した。